# تشاونسي روز
تشاونسي روز (بالإنجليزية: Chauncey Rose)‏ هو شخصية أعمال أمريكي، ولد في 24 ديسمبر 1794، وتوفي في 13 أغسطس 1877.